# Đông Gia Nghĩa
Đông Gia Nghĩa là một phường thuộc tỉnh Lâm Đồng, Việt Nam.

## Lịch sử
Ngày 16 tháng 6 năm 2025, Ủy ban Thường vụ Quốc hội ban hành Nghị quyết số 1671/NQ-UBTVQH15 về việc sắp xếp các đơn vị hành chính cấp xã của tỉnh Lâm Đồng năm 2025 (có hiệu lực từ ngày 16 tháng 6 năm 2025). Trong đó, hợp nhất phường Nghĩa Trung và xã Đắk Nia thành phường Đông Gia Nghĩa.

## Địa lý
Phường Đông Gia Nghĩa có vị trí địa lý:
- Phía Bắc giáp phường Bắc Gia Nghĩa
- Phía Nam giáp xã Bảo Lâm 5
- Phía Đông giáp xã Quảng Khê
- Phía Tây giáp phường Nam Gia Nghĩa và xã Nhân Cơ

Phường có diện tích 105,78 km², dân số năm 2025 là 24.199 người, mật độ dân số đạt 229 người/km².